# Potamon ibericum

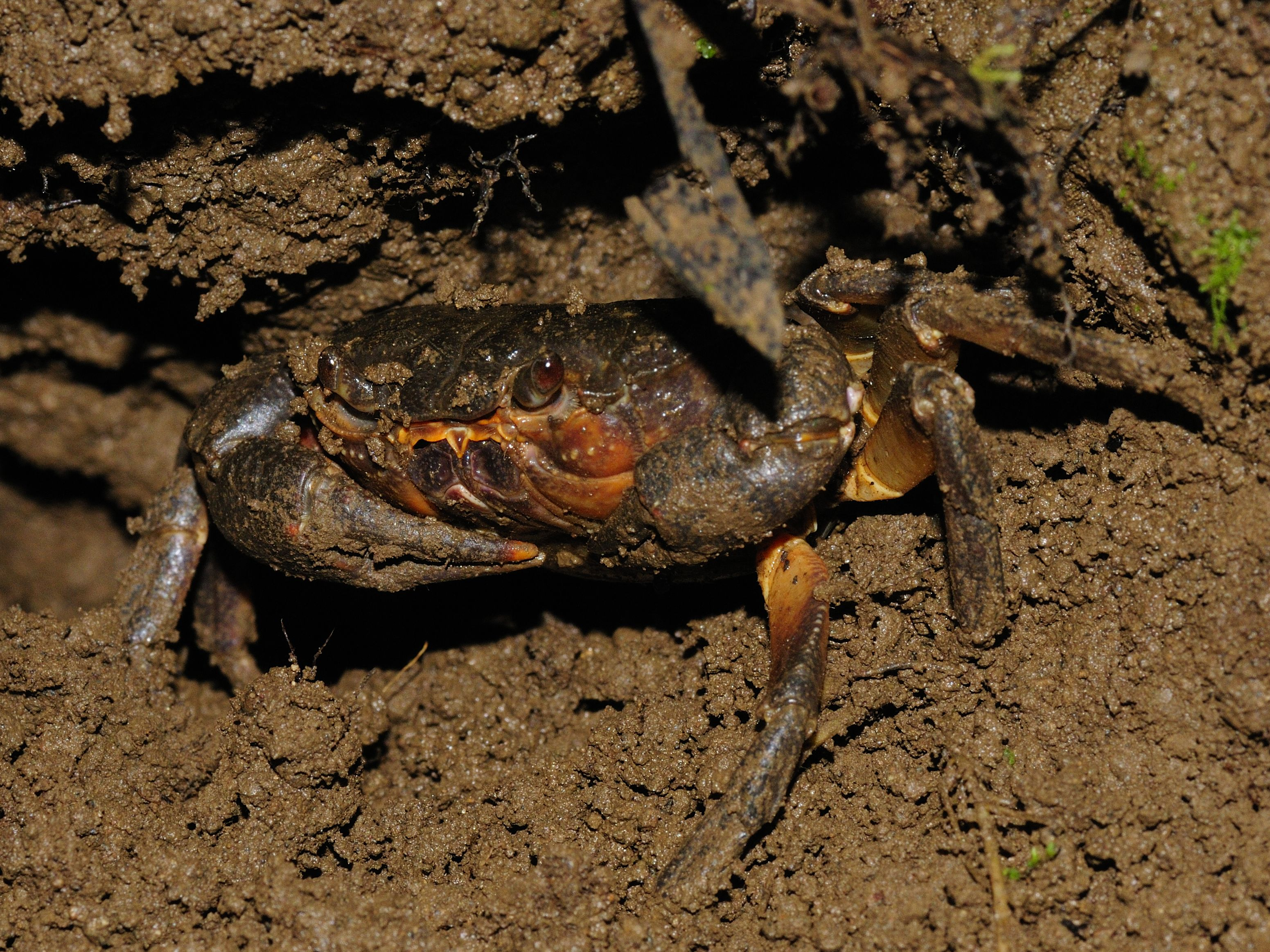
Краб Potamon ibericum, фото из Национального парка Мтирала, Грузия

Potamon ibericum (лат.) — пресноводный краб из семейства Potamidae. Встречается в Южной Европе, на Кавказе, Крыму и в Центральной Азии в ручьях, реках, озёрах или около них. Всеядные крабы зеленовато-коричневого цвета, длиной около 5 см. Размножаются только в движущейся воде рек и ручьёв. Живут 10—15 лет. В засушливый период обитает в норах или под камнями. Включён в Красную книгу Украины, Красную книгу Республики Крым, Красную книгу Краснодарского края и в международный красный список МСОП.

## Распространение
Естественный ареал этого пресноводного краба крайне фрагментирован, он включает части различных стран на побережье Средиземного моря. В Европе он представлен в Болгарии, Македонии, северо-восточной Греции (восточнее реки Вардар) и в европейской части Турции, в странах Чёрного моря от Крыма до Кавказа.
Несмотря на своё научное название на латинском языке (ibericum), этот вид не встречается на западноевропейском Иберийском полуострове (Испания и Португалия), но он отмечен в Грузии (Иберия, Иверия, территория современной Грузии). Азиатская часть ареала Potamon ibericum включает Кипр, Турцию, Иран, Туркменистан. Potamon ibericum в 1975—1983 годах был интродуцирован в реки Южной Франции.
На Северо-Западном Кавказе отмечен в Краснодарском крае и Адыгее.

## Описание

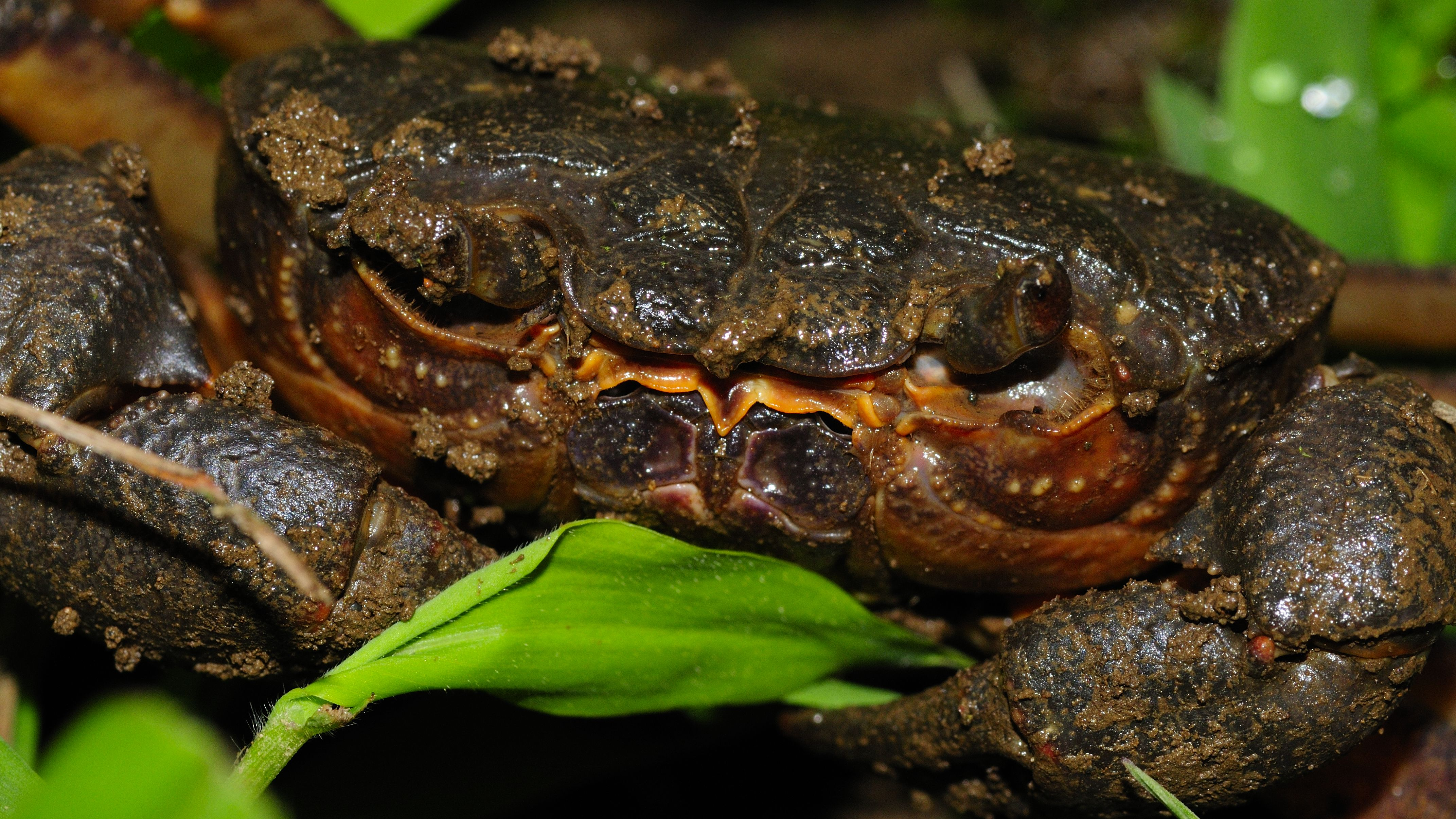
Potamon ibericum, вид спереди

Мелкие крабы, длина тела около 5 см. Форма карапакса овальная, расширенная в передней части. Брюшко подогнуто под головогрудь, на которой десять ног, включая переднюю пару с клешнями. Основная окраска тела варьирует от различных оттенков зелёного до тёмно-коричневого.
На окологлазном поле карапакса в средней части расположены несколько крупных гранул, число которых варьирует от 4—5 у крупных крабов до 10—12 у молодых особей; у крупных особей поле обрамлено по задненаружному краю 7—8 крупными утолщёнными бугорками. Вершинный членик первой пары плеопод самца шиловидный, длинный, на внутренней лопасти развиты щетинки.
Potamon ibericum — обитатель постоянных пресных водоёмов, которые ему требуются для размножения. Но крабы могут переживать и короткие периоды засухи, прячась под камнями или в глубоких норах. Роют норы от 0,75 м длиной до 3,2 м. Однако, его обнаруживают и в норках, расположенных в нескольких километрах от озёр и рек. На острове Кипр обитает в ручьях и реках вплоть до высот, где температура воды не опускается ниже 5 °C, но отсутствует в устьях рек из-за относительно высокой солёности и загрязнения. Крабы переживают временные высыхания, прячась в глубоких норах и под камнями на руслах рек, а также находятся в искусственных водоёмах. Они не размножаются в стоячей воде, но предпочитают это делать только в движущейся воде, копуляция происходит в тёплое время года, с июня по октябрь.
Половозрелость самки приобретают на 4-м, а самцы на 5-м году жизни. После оплодотворения самка может отложить от 150 до 600 икринок. Весь период эмбрионального развития, который составляет 20—30 суток, самка носит икринки на брюшных ножках.
Из икринок выходят развитые личинки, которые, претерпевая линьку, превращаются в мелких крабов. Первые 5—7 дней детёныши живут под брюшком самки, где они вырастают до ширины панциря 3,6 мм, после чего они принимают независимый режим жизни.
Линька у взрослых крупных крабов происходит один раз в году, однако, молодые крабы линяют чаще. Общая продолжительность жизни до 10—15 лет.
Крабы Potamon ibericum питаются на суше ночью и днём (когда идёт дождь), и могут долго выживать без воды во влажном воздухе. Всеядный, в список его пищи входят: детрит, зелёные нитчатые водоросли, опавшие листья, черви, ракообразные бокоплавы, личинки водных насекомых, моллюски, головастики, лягушки, рыбы и падаль, а также любые растения и животные. В местах своего обитания, Potamon ibericum является одним из основных кормовых объектов для европейской выдры (Lutra lutra), наряду с разнообразными видами рыб.

## Охранный статус
Имея широкое географическое распространение, вид P. ibericum тем не менее, находится в уязвимом положении. Поэтому Международный союз охраны природы (МСОП) включил его в свой красный список и присвоил ему статус «Виды, близкие к уязвимому положению» (Near Threatened, NT). Совокупность данных указывает на то, что популяции этого вида, могут находиться под непосредственной и долгосрочной угрозой быстрых антропогенных изменений, влияющих на его среду обитания. Среди угроз такие, как отвод воды, осушение, выравнивание русла реки и строительство водохранилищ, нарушение среды обитания, чрезмерный сбор урожая и загрязнение воды неочищенными сточными водами. Поэтому популяции P. ibericum в некоторых частях его фрагментированного ареала подвергаются опасности истребления, особенно на островах или вблизи центров человеческой популяции на материке. Например, на острове Хиос в Греции промышленное загрязнение вблизи Калимасиса (Каллимасия) сделало воду ручьёв заметно грязной, и в 1988 году там не было обнаружено никаких крабов. В Крыму с середины 1970-х годов наблюдалось явное снижение численности и распространения этого вида, и в некоторых местах популяции крабов, возможно, уже исчезли, а в других они могут находиться под угрозой исчезновения.
В Краснодарском крае особую опасность представляет интродуцированный американский енот-полоскун, который буквально выедает представителей коренной фауны, включая крабов и других гидробионтов.
Также он включён в Красную книгу Украины, Красную книгу Республики Крым и Красную книгу Краснодарского края.

## В культуре
В 2000 году изображение краба было использовано на украинской монете номиналом в две гривны, которая вышла в рамках памятной серии «Флора і фауна». Национальный банк Украины поместил его на реверсе монеты с подписью «ПРІСНОВОДНИЙ КРАБ» / «POTAMON TAURICUM» (название Potamon tauricum ныне рассматривается синонимом P. ibericum).

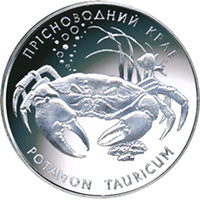
Реверс
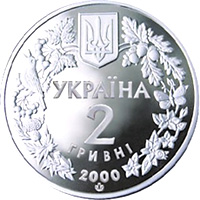
Аверс

## Классификация и этимология
Впервые для науки вид был описан в 1808 году под названием Cancer ibericum бароном Фридрихом Августом Маршалом фон (Фёдором Кондратьевичем) Биберштейном (1768—1826), немецким учёным на русской службе, путешественником и натуралистом. Биберштейн исследовал в то время Грузию и дал новому таксону видовое название (ibericum) по древнему названию места обнаружения (Иберия, а ныне Иверия, территория современной Грузии). P. ibericum отличается от других видов своего рода формой первого плеопода самцов — органа, используемого для переноса сперматофоров. У P. ibericum гибкая область этого придатка является наиболее широкой около середины, а не V-образной (как, например у близких видов P. fluviatile и P. rhodium) или двухлопастной (как у P. potamios).